# Segellibellenartige
Die Segellibellenartigen (Libelluloidea) bilden eine Überfamilie innerhalb der Unterordnung der Großlibellen (Anisoptera).

## Merkmale
Die in dieser Überfamilie zusammengefassten Arten weisen sehr nahe zusammenliegende Facettenaugen auf. Des Weiteren ist das Flügeldreieck im Vorderflügel quer zum Flügel am längsten und weist ein Subdreieck auf. Auch liegt das Flügeldreieck sehr weit vom Arculus entfernt. Im Hinterflügel hingegen ist das Flügeldreieck in Richtung des Flügels länger, weist kein Subdreieck auf und liegt dicht am Arculus. Auch haben die Vertreter dieser Überfamilie keinen Ovipositor. Die Überfamilie gilt als monophyletisch.

## Systematik
Den Segellibellenartigen sind vier teilweise sehr artenreiche Familien untergeordnet. 		
- Falkenlibellen (Corduliidae)
- Macromiidae
- Segellibellen (Libellulidae)
- Synthemistidae

Des Weiteren werden 19 Gattungen mit incertae sedis zu den Libelluloidea gerechnet. 

## Wissenschaftliche Beschreibung
Das Taxon wurde 1815 durch Leach eingerichtet.